# Kruszenie
Kruszenie (rozdrabnianie) – proces technologiczny, którego celem jest doprowadzenie surowców mineralnych do koniecznej ziarnistości bądź też do odpowiedniego składu granulometrycznego. Kruszenie ziaren uzyskuje się w zdecydowanej większości przypadków w wyniku wywołania odkształceń, którym towarzyszą naprężenia krytyczne dla danego ciała. W procesie kruszenia, pod wpływem siły kruszącej, zostają pokonane siły wewnętrzne wiązania cząstek, powodując tym samym rozpad skały, zwiększenie powierzchni rozdrabnianego materiału, zmianę kształtu ziaren, a w pewnych przypadkach nawet zmianę podatności na proces kruszenia.